# UCD Bowl
Het UCD Bowl is een multifunctioneel stadion in Dublin, de hoofdstad van Ierland. In het stadion is plaats voor 3.000 toeschouwers. Het stadion werd gerenoveerd in 2007.
Het stadion wordt vooral gebruikt voor voetbal-, en rugbywedstrijden, de rugbyclub University College Dublin R.F.C. en voetbalclub University College Dublin AFC maken gebruik van dit stadion. In 2017 was dit een van de stadion voor het wereldkampioenschap Rugby voor vrouwen en in mei 2019 wordt van het voetbalstadion gebruik gemaakt voor het Europees kampioenschap voetbal mannen onder 17.
Dalymount Park (Bohemian FC) ·
Finn Park (Finn Harps FC) ·
Oriel Park (Dundalk FC) ·
Richmond Park (St. Patrick's Athletic FC) ·
Ryan McBride Brandywell Stadium (Derry City FC) ·
Showgrounds (Sligo Rovers FC) ·
Tallaght Stadium (Shamrock Rovers FC) ·
Tolka Park (Shelbourne FC) ·
Turners Cross (Cork City FC) ·
Waterford Regional Sports Centre (Waterford FC)
Athlone Town Stadium (Athlone Town FC) ·
Bishopsgate (Longford Town FC) ·
Carlisle Grounds (Bray Wanderers AFC) ·
Eamonn Deacy Park (Galway United FC) ·
Ferrycarrig Park (Wexford FC) ·
St. Colman's Park (Cobh Ramblers FC) ·
Stradbrook Road (Cabinteely FC) ·
Tallaght Stadium (Shamrock Rovers FC II) ·
UCD Bowl (University College Dublin AFC) ·
Head in the Game Park (Drogheda United FC) ·